# Diamantino Iuna Fafé
Diamantino Iuna Fafé (ur. 10 czerwca 2001) – zapaśnik z Gwinei Bissau walczący w stylu wolnym. Dwukrotny olimpijczyk. Zajął dziewiąte miejsce w Paryżu 2024 w kategorii do 57 kg i piętnaste w Tokio 2020 w tej samej wadze.
Zajął 21. miejsce na mistrzostwach świata w 2019. Piąty na igrzyskach afrykańskich w 2019. Złoty medalista mistrzostw Afryki w 2023, 2024 i 2025; srebrny w 2020 i brązowy w 2022. Mistrz Afryki juniorów w 2019. Dziewiąty w indywidualnym Pucharze Świata w 2020. Triumfator igrzysk afrykańskich młodzieży w 2018. Trzeci na mistrzostwach Afryki kadetów w 2017 roku.